# قائمة مواضع قطع إنزيم الاقتطاع
إنزيم الاقتطاع أو نوكليازات الاقتطاع الداخلية هو نوع خاص من الجزيئات الضخمة البيولوجية يعمل كجزء من «الجهاز المناعي» لـ البكتيريا. وهناك نوعٌ مُميز من إنزيمات الاقتطاع وهو «النوكلِيازات الداخلية الموجهة»، ويوجد هذا النوع في النطاقات الثلاثة المتعلقة بتصنيف الكائنات الحية، على الرغم من اختلاف وظائف كل نطاقٍ عن الآخر.
تنقسم إنزيمات الاقتطاع التقليديَّة، ومن ثم فإنها تجعل أي حمض نووي غير معروف (غير خلوي) يغزو الخلية البكتيرية نتيجة حدوث عدوى فيروسية غير ضار. فهذه الإنزيمات تتعرَّف على سلسلة الحمض النووي، ولا سيما القصيرة (من 3 إلى 8 أزواج قاعدية (bp)، وتقوم باقتطاعها، ممَّا ينتج عنه إمَّا نهايات غليظة أو نهايات مُتدلية، تكون عند مَوْضِع التعرُف أو بالقرب منه.
تتغيَّر إنزيمات الاقتطاع بشكلٍ كبير. فكل كائنٍ حي لديه إنزيماتٌ عديدة ومختلفة، يختص كلٌ منها بسلسلة مختلفة من الحمض النووي.
انظر المقالة الرئيسية في إنزيم الاقتطاع.
كتابات أخرى: نوكليازات داخلية موجهة.

## قائمة بإنزيمات الاقتطاع
تتضمَّن هذه القائمة بعض الأمثلة المُدروسة من نوكليازات الاقتطاع الداخلية. وهذه الأمثلة كالتالي:
تحتوي القائمة الكاملة على أكثر من 1200 إنزيم، لكن قاعدة البيانات سجَّلت ما يُقارِب من 4000 إنزيم.
لتسهيل التنقل، تم تقسيم القائمة إلى صفحات وأقسام عديدة ومختلفة. قُم باختيار أحد الحروف من جدول المحتويات التالي:

## وصلات خارجية
Databases and lists of restriction enzymes:
- Very comprehensive database of restriction enzymes supported by New England Biolabs©. It includes all kind of biological, structural, kinetical and commercial information about thousands of enzymes. Also includes related literature for every molecule: Roberts RJ, Vincze T, Posfai, J, Macelis D. "REBASE". مؤرشف من الأصل في 2015-02-16. اطلع عليه بتاريخ 2010-05-23. Restriction Enzyme Database.{{استشهاد ويب}}:  صيانة الاستشهاد: أسماء متعددة: قائمة المؤلفين (link)
- Detailed information for biochemical experiments: "Enzyme finder". مؤرشف من الأصل في 2013-01-10. اطلع عليه بتاريخ 2010-01-07. New England Biolabs© enzyme finder.
- Alphabetical list of enzymes and their restriction sites: "GenScript© Restriction Enzyme webpage". مؤرشف من الأصل في 2012-03-02. اطلع عليه بتاريخ 2010-01-07.
- General information about restriction sites and biochemical conditions for restriction reactions: "Restriction Enzymes Resource". مؤرشف من الأصل في 2010-10-12. اطلع عليه بتاريخ 2010-01-07. Promega© restriction enzymes webpage.

Databases of proteins:
- Database of structures of proteins, solved at atomic resolution: "PDB". مؤرشف من الأصل في 2019-11-16. اطلع عليه بتاريخ 2010-01-25. Worldwide Protein Data Bank.
- Databases of proteins: Swiss Institute of Bioinformatics (SIB) &  European Bioinformatics Institute (EBI). "UniProtKB/Swiss-Prot & TrEMBL". مؤرشف من الأصل في 2007-03-05. اطلع عليه بتاريخ 2010-01-25. يونيبروت is a curated protein sequence database which strives to provide a high level of annotation (such as the description of the function of a protein, its domains structure, post-translational modifications, variants, etc.), a minimal level of redundancy and high level of integration with other databases. TrEMBL is a a computer-annotated supplement of Swiss-Prot that contains all the translations of مختبر علم الأحياء الجزيئي الأوروبي nucleotide sequence entries not yet integrated in Swiss-Prot.